# Karcag

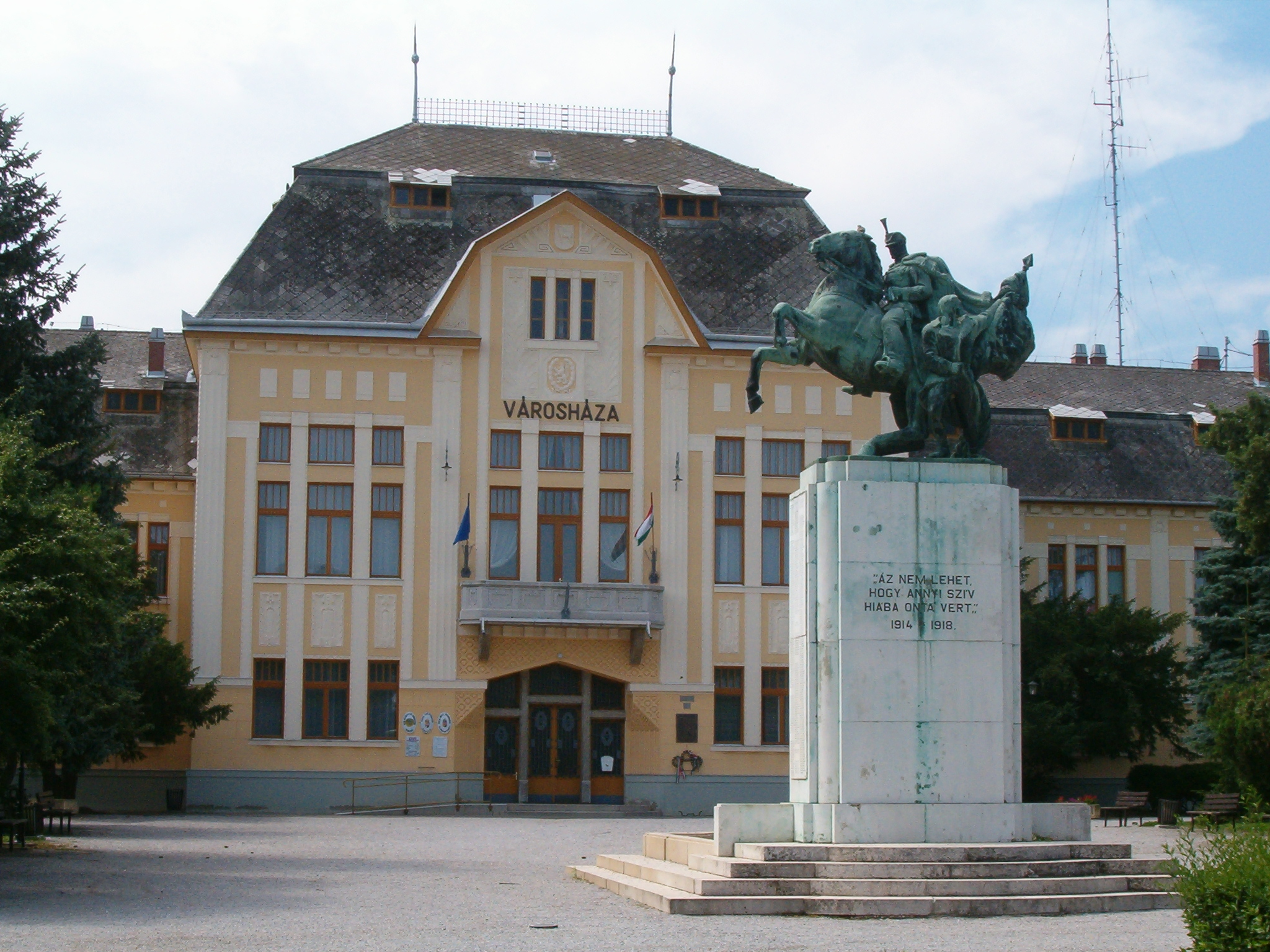
Stadshuset i Karcag.

Karcag är en stad i Ungern.